# Wilson Seneme
Wilson Seneme (São Carlos, 1970. szeptember 28. –) brazil nemzetközi labdarúgó-játékvezető. Teljes neve Wilson Luiz Seneme. Polgári foglalkozása fizikatanár.

## Pályafutása

### Nemzeti játékvezetés
Ellenőreinek, sportvezetőinek javaslatára lett az I. Liga játékvezetője. Első ligás mérkőzéseinek száma: 97 (2012).

#### Nemzeti kupamérkőzések
Vezetett Kupa-döntők száma: 1.

##### Brazil Kupa
| Időpont         | Helyszín                         | Mérkőzés típusa | Mérkőzés               | Eredmény | Nézők száma |
| --------------- | -------------------------------- | --------------- | ---------------------- | -------- | ----------- |
| 2007. május 30. | Maracanã Stadion, Rio de Janeiro | döntő           | Fluminense–Figueirense | 1 : 1    | 64 669      |

### Nemzetközi játékvezetés
A Brazil labdarúgó-szövetség Játékvezető Bizottsága (JB) terjesztette fel nemzetközi játékvezetőnek, a Nemzetközi Labdarúgó-szövetség (FIFA) 2006-tól tartotta nyilván bírói keretében. 2008-ban egy hátsérülés miatt felfüggesztették FIFA tagságát. 2009-ben helyreállt a rend. Több nemzetek közötti válogatott és klubmérkőzést vezetett. FIFA JB besorolás szerint 2011-től elit kategóriás bíró.

#### Világbajnokság
A világbajnoki döntőhöz vezető úton Brazíliába a XX., a 2014-es labdarúgó-világbajnokságra a FIFA JB bíróként alkalmazta. 2012-ben a FIFA JB bejelentette, hogy a brazil labdarúgó-világbajnokság lehetséges játékvezetőinek átmeneti listájára jelölte.
| Időpont             | Helyszín                               | Mérkőzés típusa           | Mérkőzés           | Eredmény | Nézők száma |
| ------------------- | -------------------------------------- | ------------------------- | ------------------ | -------- | ----------- |
| 2011. október 11.   | Defensores del Chaco Stadion, Asunción | előselejtező (2. forduló) | Paraguay–Uruguay   | 1 : 1    | 12 922      |
| 2012. június 10.    | Atahualpa Stadion, Quito               | előselejtező (6. forduló) | Ecuador–Kolumbia   | 1 : 0    | 37 353      |
| 2012. szeptember 7. | Mario Alberto Kempes Stadion, Córdoba  | előselejtező (7. forduló) | Argentína–Paraguay | 3 : 1    | 51 000      |

##### Nemzetközi kupamérkőzések
Vezetett Kupa-döntők száma: 1.

###### CONMEBOL-kupa
| Időpont            | Helyszín                                  | Mérkőzés típusa | Mérkőzés                                  | Eredmény | Nézők száma |
| ------------------ | ----------------------------------------- | --------------- | ----------------------------------------- | -------- | ----------- |
| 2011. december 14. | Julio Martínez Prádanos Stadion, Santiago | döntő           | Universidad de Chile–LDU Quito (ecuadori) | 3 : 0    | 50 000      |